# オグラ
株式会社オグラは、神奈川県海老名市に本社を置く工具メーカー。
電動油圧鉄筋カッター、鉄筋ベンダー、油圧パンチャーなどの鉄筋および鋼材加工用の携帯式油圧機器を専門とするメーカーであり、製品は「Ogura」ブランドで展開する。

## 概要
1949年に日本初の国産パイプ切断ねじ切り機を開発、その後パイプマシンを開発して1970年前後には、米RIDGIDや仏Viraxと販売代理契約を結び、パイプマシンで欧米へ進出していた。パイプマシンでは国内で各種の賞を受賞した。
その後、国内でのパイプマシンの需要減少から1975年頃より鉄筋の電動カッターを開発、1980年には携帯式の電動油圧カッターを開発、鉄筋の油圧式加工機類を展開して主力商品群とした。
国内の同業メーカーには、株式会社IKK（DIAMOND）、育良精機株式会社（IKURA TOOLS）がある。

## 沿革
- 1928年（昭和3年）- 東京都品川区にて工作機械用汎用チャックを考案し、個人企業として操業開始。
- 1943年（昭和18年）- 精密機械展、特許局発明展に出品し表彰される。
- 1949年（昭和24年）- 東京都優良発明展に出品し表彰される。日本最初の国産パイプ切断ねじ切り機完成発売。
- 1954年（昭和29年）- パイプマシン試作完成、量産に乗り出す。
- 1956年（昭和31年）- パイプマシンを大阪国際見本市に出品し、優秀輸出製品賞を受賞。
- 1957年（昭和32年）- 株式会社小倉チャック製作所を設立。
- 1961年（昭和26年）- パイプマシンを東京都優良発明展に出品し、都知事より表彰を受ける。
- 1962年（昭和37年）- 販売部門を独立させ、オグラ販売株式会社を設立。
- 1966年（昭和41年）- 米国の配管工具メーカーであるRIDGID社と販売代理契約締結。パイプマシンを神奈川県工業展に出品し、市長賞を受賞。
- 1969年（昭和44年）- パイプマシン50R型がメンテナンスショーにて1968年PM優秀賞を受賞。同製品が、東京都中小企業優秀輸出商品に選定される。
- 1970年（昭和45年）- 同製品が、神奈川県輸出商品奨励賞を受賞。
- 1971年（昭和46年）- ポータブル・パイプマシン 32mini が完成。
- 1972年（昭和47年）- フランスの配管工具メーカーであるVirax社との間で、欧州全域と世界各地への製品供給契約を締結。販売会社であるオグラ販売が、株式会社オグラに社名変更。
- 1974年（昭和49年）- 創業者である小倉重蔵が、永年の特許製品開発と国産初のパイプマシンの開発から製造による産業界への寄与を評価され、科学技術庁より黄綬褒章を授与される。
- 1975年（昭和50年）- 電動ギア方式による鉄筋切断機BC-19およびBC-25を発売。通商産業省より永続企業顕彰を受ける。
- 1976年（昭和51年）- 鉄筋曲げ機BB-19およびBB-25を発売。
- 1978年（昭和53年）- 鉄筋ベンダーMB-19およびMB-25を発売。
- 1980年（昭和55年）- 電動油圧鉄筋カッターHBC-13およびHBC-19を発売。超小型パイプマシン25型を発売。
- 1982年（昭和57年）- 電動油圧鉄筋カッターシリーズ HBC-16およびHBC-25を発売。電動油圧式パンチャーシリーズを発売。
- 1983年（昭和58年）- 製販合併し、株式会社オグラに社名変更。
- 1988年（昭和63年）- 米国MQ社と鉄筋加工機シリーズの全米販売代理店契約締結。
- 1990年（平成2年）- 米国HMI社と鋼材加工機シリーズの全米販売代理店契約締結。
- 1997年（平成9年）- コードレスモータと小型油圧を利用した特殊機器製品の開発により、非建設・土木分野への展開を始動させる。
- 2000年（平成12年）- 米国HMI社製ポータブルマグドリルを日本で発売。

## 主な製品
- 電動油圧鉄筋カッター・電動油圧鉄筋ベンダー・電動油圧パンチャー・電動油圧ノッチャー・カッター